# Geïntegreerde schakeling

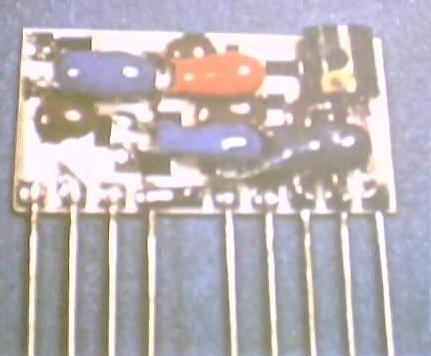
Hybride schakeling uit 1966

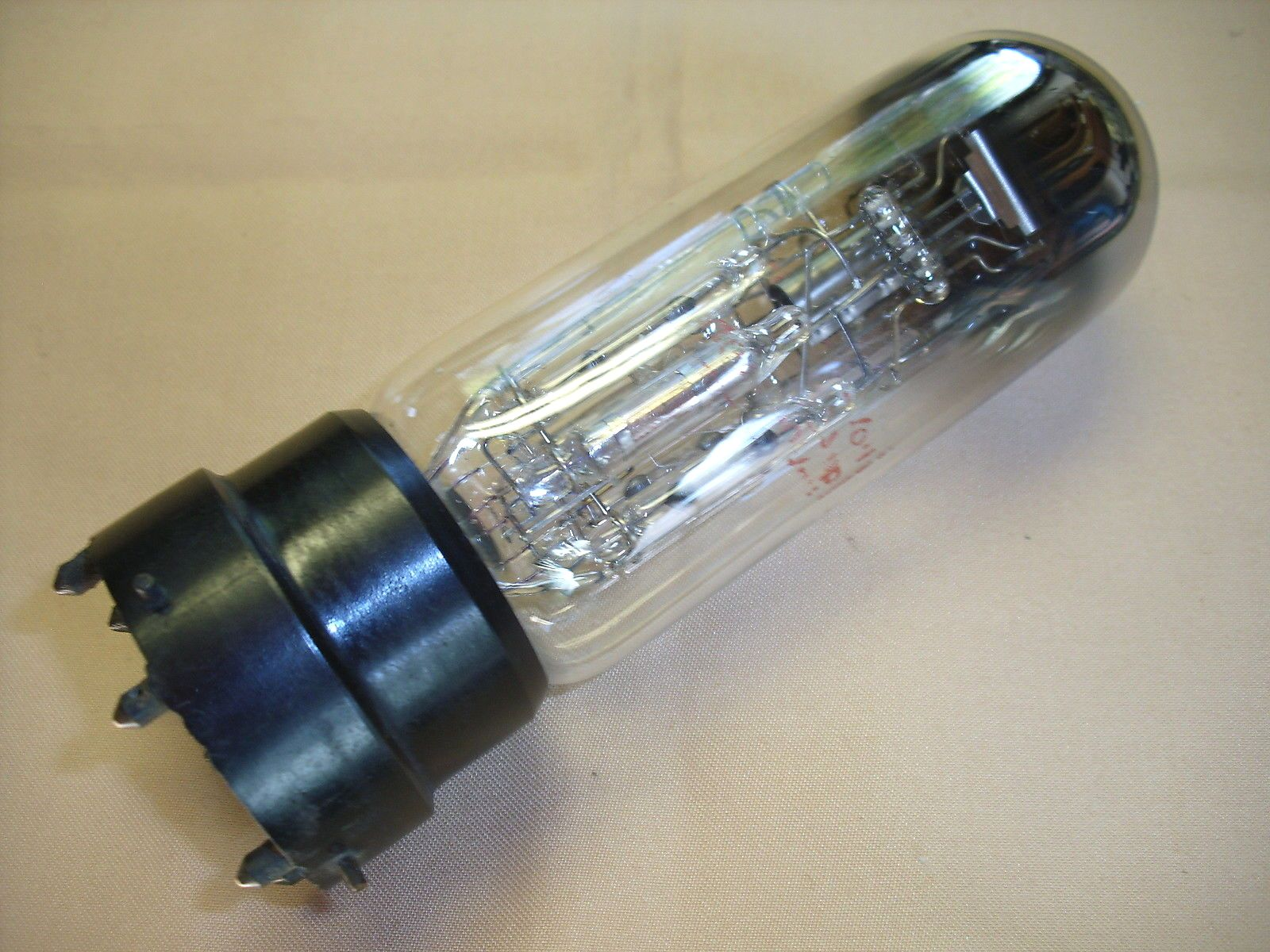
Loewe 3NF (1926) als voorloper van het IC

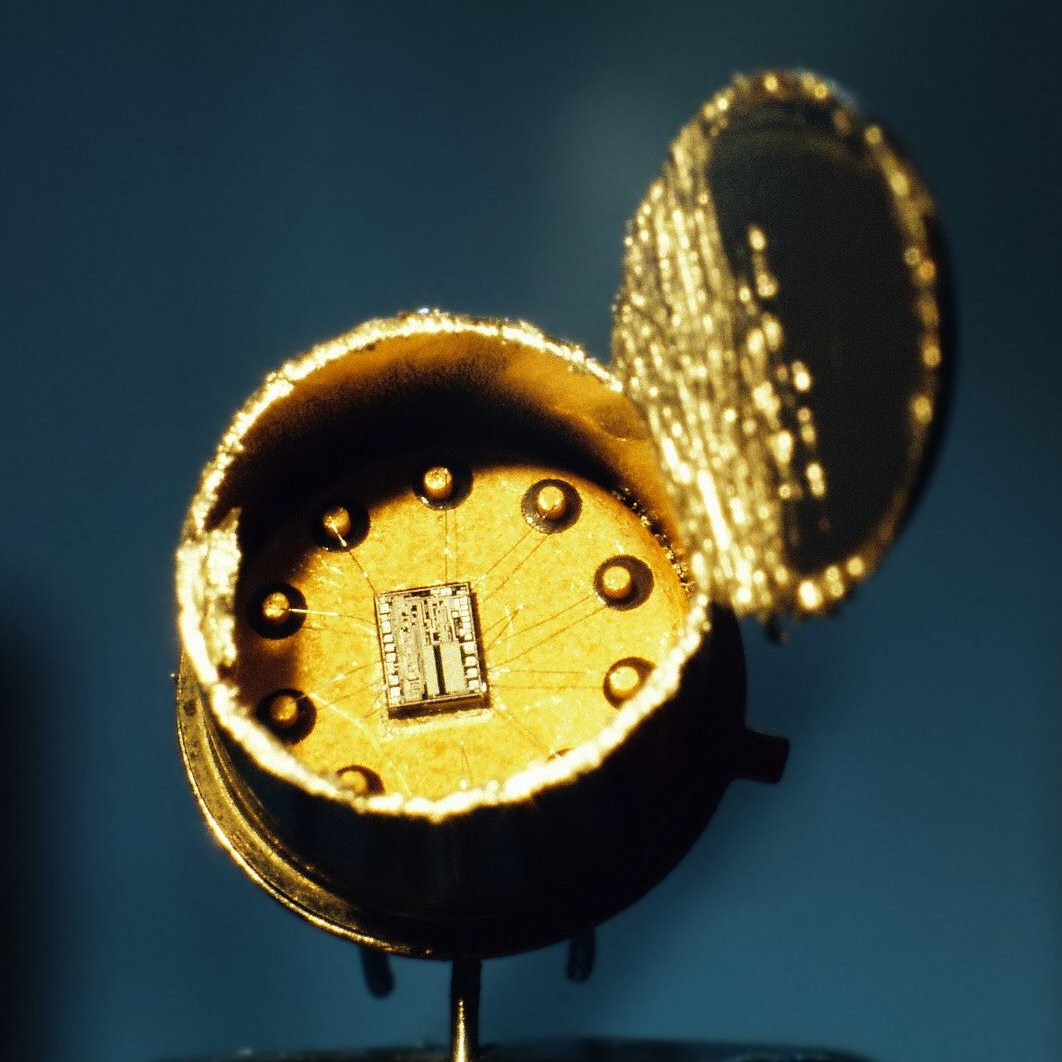
Een oud geïntegreerd circuit in een metalen behuizing (opengezaagd) (1984)

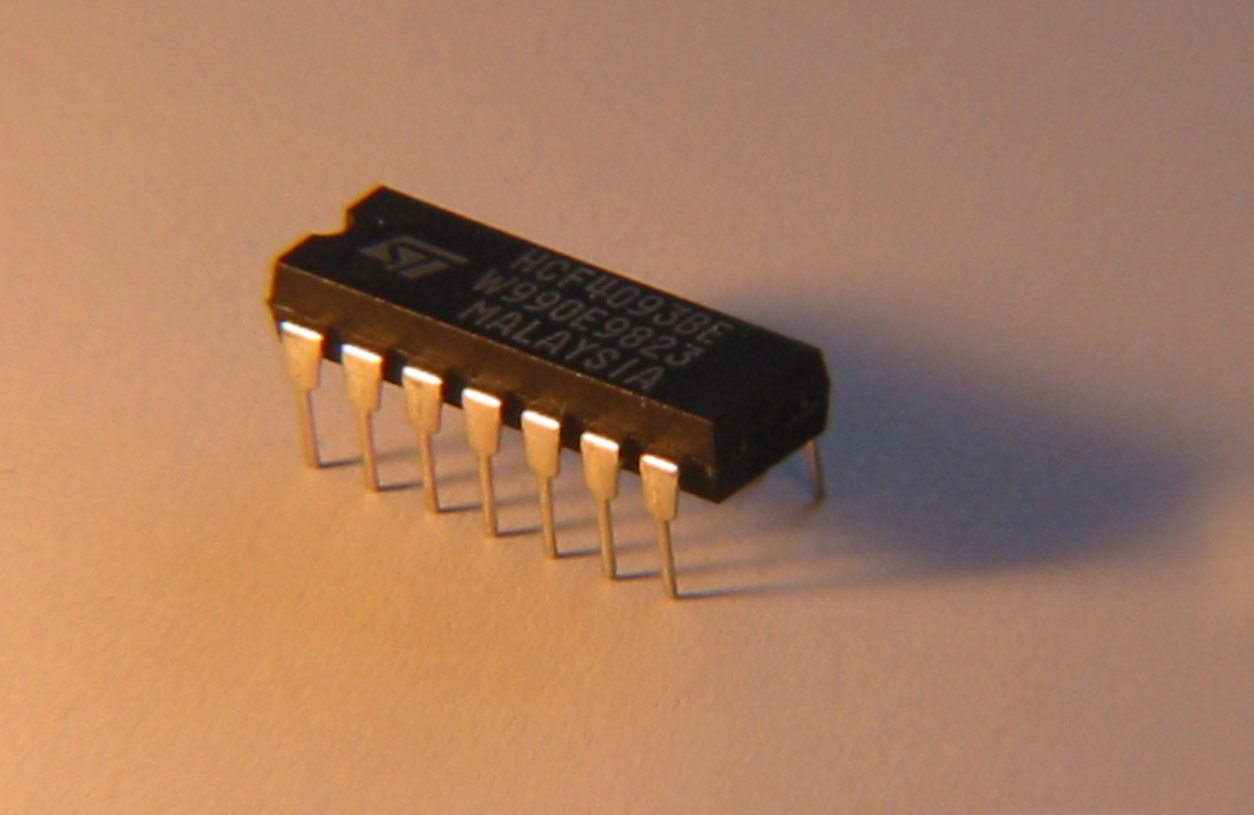
Een DIP-onderdeel

Een geïntegreerde schakeling (van het Engelse integrated circuit, IC) oftewel een monolithische geïntegreerde schakeling is een samenstel van verschillende elektronische componenten (zoals transistors, weerstanden en condensatoren) op een enkel stuk halfgeleidermateriaal. Bij grotere IC's spreekt men wel van chip of microchip. IC's zijn tegenwoordig in bijna alle elektrische toestellen van enige complexiteit (computers, mobiele telefoons, wasmachines, auto's) aanwezig. Ook is een microchip aanwezig in een betaalkaart, de OV-chipkaart en in transponders die gebruikt worden om huisdieren te kunnen identificeren.

## Materiaal
Een geïntegreerde schakeling is een elektronische schakeling die niet zoals voorheen bestaat uit losse componenten op een printplaat, maar waarin de schakeling en alle componenten geïntegreerd gefabriceerd zijn op een plakje silicium (Si). Zo'n plakje wordt daarna in een keramische behuizing met metalen pootjes gelijmd of in een plastic behuizing met metalen pootjes gegoten. De term 'chip' is afgeleid van de plak silicium (wafer) die van een staaf van puur silicium (gefabriceerd uit zuiver zand; SiO2) van bijvoorbeeld 200 of 300 mm doorsnede afgezaagd wordt.

## Ontwikkeling
Doordat steeds dezelfde elektronische schakelingen in verschillende apparaten werden gebruikt, ontstonden er algemene printplaten met een bepaalde functie. Dergelijke printplaten bestonden uit gewone losse componenten, maar soms ook transistors die direct op de printplaat werden aangebracht. Daarmee ontstond de hybride schakeling, een voorloper van de geïntegreerde schakeling.
Omdat er meer gebruikgemaakt werd van transistors en die ook nog eens vaak in dezelfde elektronische schakeling gebruikt werden, is de geïntegreerde schakeling ontwikkeld. Daarmee werden meerdere transistors samen met weerstanden op één halfgeleiderplaatje gemaakt. Deze werden eerst in een metalen behuizing geplaatst, maar worden tegenwoordig vrijwel altijd in een zwart kunststof behuizing gegoten. De eerste werkende geïntegreerde schakeling werd op 12 september 1958 door Jack Kilby van Texas Instruments gepresenteerd. Vier maanden later deed Robert Noyce van Fairchild Semiconductor een soortgelijke uitvinding. Hoewel Noyce later was dan Kilby werd de patentenstrijd uiteindelijk in 1969 in het voordeel van Noyce beslist. Bekende fabrikanten van IC's zijn onder andere Intel, NXP, Harris, Maxim, Raytheon, Motorola, STMicroelectronics en AMD.
De uitvinding van de geïntegreerde schakeling heeft een verregaande miniaturisatie van alle elektronische apparatuur mogelijk gemaakt. De technologische vooruitgang van geïntegreerde schakelingen houdt zich al tientallen jaren aan de Wet van Moore.

## Generaties
In de ontwikkeling van geïntegreerde schakelingen kunnen de volgende generaties onderscheiden worden:
| Acroniem | Naam                          | Jaar | Aantal transistors          | Aantal logische poorten    |
| -------- | ----------------------------- | ---- | --------------------------- | -------------------------- |
| SSI      | small-scale integration       | 1964 | 1 tot 10                    | 1 tot en met 12            |
| MSI      | medium-scale integration      | 1968 | 10 tot 500                  | 13 tot en met 99           |
| LSI      | large-scale integration       | 1971 | 500 tot 20.000              | 100 tot en met 9999        |
| VLSI     | very-large-scale integration  | 1980 | 20.000 tot 1.000.000        | 10.000 tot en met 99.999   |
| ULSI     | ultra-large-scale integration | 1984 | 1.000.000 tot 1.000.000.000 | 100.000 tot en met 999.999 |
| GSI      | gigascale integration         | 1991 | 1.000.000.000 en meer       | 100.000.000 en meer        |

## Computer- en 'andere' geïntegreerde schakelingen
Overigens is de term 'computer-geïntegreerde schakeling' enigszins vreemd, want er is geen wezenlijk onderscheid tussen geïntegreerde schakelingen die gebruikt worden in computers en IC's die in andere apparaten worden toegepast. Ook in aantallen gezien worden ze elders veel meer gebruikt: vrijwel alle apparaten van boven de circa 100 euro bevatten minstens één IC. En in pc's wordt het aantal juist steeds meer beperkt doordat zo veel mogelijk functies op zo min mogelijk geïntegreerde schakelingen worden ondergebracht. Het uiteindelijke streven voor een moederbord is altijd dat het maar drie IC's bevat: de CPU, de BIOS-ROM en een geïntegreerde schakeling met de rest. Daarnaast zijn er natuurlijk 'voeten' (insteeksleuven) voor het geheugen en voor de insteekkaarten. De verklaring voor dit minimum is vrij simpel: De CPU is aan voortdurende vernieuwing en marktwerking onderhevig en kan dus niet gecombineerd worden met de overige functies. De BIOS-EEPROM bevat de software van het systeem en die moet gewijzigd kunnen worden; verder is de technologie verschillend van die van de overige IC's, maar uiteindelijk kan hij wel samengevoegd worden.
Voorbeelden van andere geïntegreerde schakelingen zijn onder andere: IC's voor mobiele telefonie, draadloze netwerken, televisie, FM-radio, mp3-speler, dvd- en cd-spelers, satellietnavigatie (gps) en motormanagement.

## Geheugen-IC's
Voor geheugen-IC's (zie: computergeheugen) geldt ook een technologierace en een marktwerking. Het wezenlijke probleem is dat moederborden een tijd van tevoren ontworpen worden, wanneer nog niet duidelijk is wat de situatie op de markt zal zijn wanneer de moederborden daadwerkelijk klaar zijn en verkocht kunnen worden. Vandaar dat de kritische onderdelen nog steeds verwisselbaar zijn, al is dat een stuk duurder.
Tot de geheugen-IC's behoren ROM-, EEPROM-, RAM- en Flash-geheugen.

## 3D-IC's

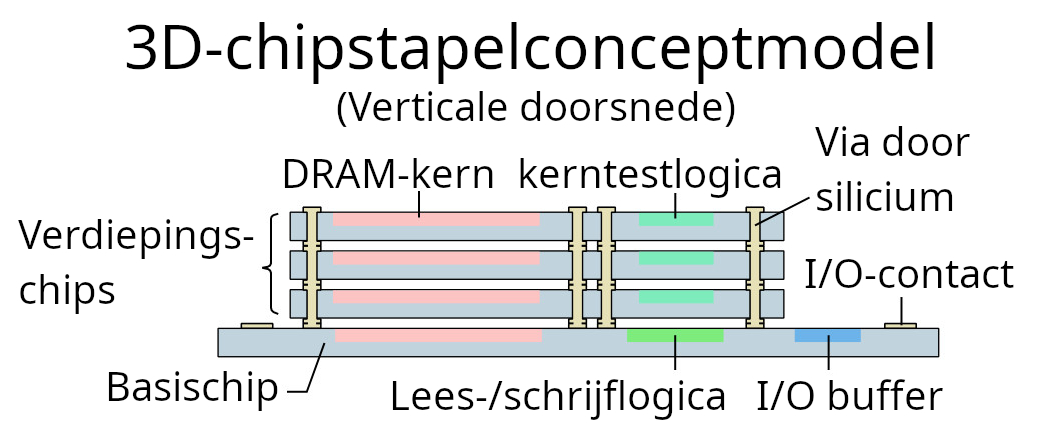
Schematische doorsnede van een 3D-IC

Om ruimte te besparen op  printplaten en voor hogere snelheden, bouwt men 3D-IC's, waarbij chips gestapeld worden.

## Speciale IC's
De hoog ontwikkelde mogelijkheden van de hedendaagse ruimtevaartmissies worden bepaald door de kracht van de boordprocessor(s). Sinds 2008 wordt een 32-bit microprocessor van Europese makelij in de ruimtevaart gebruikt, door de Europese Ruimtevaartorganisatie  ESA.
Het betreft hier de LEON2-FT chip, gecommercialiseerd onder de aanduiding AT697. Hij is speciaal ontworpen door ESTEC, het onderzoeks- en technologiecentrum van ESA, voor gebruik in de ruimtevaart door ESA, en gefabriceerd door Atmel in Frankrijk. FT staat voor fout-tolerant. Dit wil zeggen dat hij bestand is tegen het omslaan van bits ten gevolge van de  ruimtestraling. Een tweede bijzonderheid is dat het ontwerp toelaat specifieke toepassingen te maken voor één welbepaalde taak. Deze processor wordt gebruikt in satellieten voor  GPS/Galileo-navigatie en voor stervolgers. Anno 2024 is de meest recente versie de LEON4.